# Slug (programação)
Slug é a parte de uma URL que pode ser legível tanto para humanos quanto para mecanismos de busca. É, normalmente, parte da URL de páginas em sistemas que fazem uso de URL amigável. O nome slug vem do inglês, significando "projétil", sendo este o codinome interno dado às notícias em redações de jornais para rápida referência às mesmas.

## Exemplo deslugs
O slug do texto "A rápida raposa marrom pula sobre o cão preguiçoso" ficaria "a-rapida-raposa-marrom-pula-sobre-o-cao-preguicoso".
Alguns sistemas, como o WordPress, permitem a edição dos slugs para que fique à escolha do usuário.